# Cantonul Auch-Nord-Ouest
Cantonul Auch-Nord-Ouest este un canton din arondismentul Auch, departamentul Gers, regiunea Midi-Pyrénées, Franța.

## Comune
| Comune               | Populație (1999) | Cod poștal | Cod INSEE |
| -------------------- | ---------------- | ---------- | --------- |
| Auch                 | 21.838 (1)       | 32000      | 32013     |
| Castin               | 261              | 32810      | 32091     |
| Duran                | 665              | 32810      | 32117     |
| Mirepoix             | 171              | 32390      | 32258     |
| Montaut-les-Créneaux | 618              | 32810      | 32279     |
| Preignan             | 961              | 32810      | 32331     |
| Roquelaure           | 454              | 32810      | 32348     |
| Sainte-Christie      | 418              | 32390      | 32368     |